# Opération Desert Thunder
L’opération Desert Thunder est une opération de la Coalition en réponse aux menaces du président irakien Saddam Hussein d'abattre les avions espions américains Lockheed U-2 et de violer la zone d'exclusion aérienne au nord de l'Irak. Elle fut planifiée et exécutée par le général Anthony Zinni afin d'apporter la stabilité dans la région[réf. nécessaire] dans le cadre des négociations entre l'Irak et l'ONU sur la question des armes de destruction massive en Irak.

## Historique
Elle débuta le 11 novembre 1998 avec le refus de l'Irak d'autoriser les inspections de l'ONU. 35 000 hommes du United States Central Command (CENTCOM) ont été au total déployés dans le golfe Persique dans le cadre de l'opération. L'opération Desert Fox débuta alors et plusieurs complexes militaires irakiens furent détruits, retardant le programme nucléaire irakien de plusieurs années.
L'opération prit fin officiellement le 22 décembre 1998 et ne fut jamais véritablement mise en œuvre.